# Cymolutes torquatus
Cymolutes torquatus är en fiskart som först beskrevs av Valenciennes, 1840.  Cymolutes torquatus ingår i släktet Cymolutes och familjen läppfiskar. IUCN kategoriserar arten globalt som livskraftig. Inga underarter finns listade i Catalogue of Life.